# 聖克里斯托瓦爾阿卡薩瓜斯特蘭
14°55′N 89°53′W / 14.917°N 89.883°W
聖克里斯托瓦爾阿卡薩瓜斯特蘭（西班牙語：San Cristóbal Acasaguastlán），是危地馬拉的城鎮，位於該國東部，由普羅格雷索省負責管轄，面積124平方公里，海拔高度263米，2002年人口6,129，人口密度每平方公里49.43人。